# Patroonherkenning (schaken)
Vaak wordt verondersteld dat het onderscheid tussen sterke schakers en zwakke schakers vooral zit in het vermogen om diep te rekenen. Uit onderzoek is echter gebleken dat er nauwelijks verschil is tussen het rekenvermogen van grootmeesters en 'gewone' schakers.
Het onderscheid zit vooral in patroonherkenning. Sterke schakers hebben door opleiding en ervaring een groot arsenaal ontwikkeld van patronen die zij in een oogopslag herkennen.
Het leren herkennen van patronen op het schaakbord laat zich enigszins vergelijken met leren lezen. Net zoals een kind eerst de letters moet leren herkennen, zo moet de schaker eerst de loop van de stukken (de spelregels) leren. Dan leert een kind eenlettergrepige woorden herkennen, zoals de schaker de mat-in-één patronen leert. Dan komen de moeilijke woorden en zinsdelen, te vergelijken met  combinaties. Op volwassen leeftijd kan een geoefend lezer razendsnel moeilijke teksten lezen, waarbij de betekenis direct tot hem doordringt, zonder eerst na te denken over de letters, lettergrepen, woorden en zinnen. Evenzo kan een schaakgrootmeester in een moeilijke stelling vrijwel zonder nadenken allerlei aanvalspatronen, standaard plannen en moeilijke combinaties herkennen.
De hedendaagse schaakopleiding - de Stappenmethode - bestaat vooral uit het systematisch opbouwen van patroonherkenning. Daarbij ligt de nadruk op de tactische patronen (combinaties), omdat tactisch correct spelen een voorwaarde is om met succes van strategische patronen gebruik te kunnen maken.

## Voorbeelden
Een voorbeeld van een patroon dat vrijwel elke schaker moeiteloos hanteert, is het vierkant. Bij een wedren tussen een vrijpion en de vijandelijke koning ziet de geoefende schaker in een oogopslag of de koning de pion op tijd kan bereiken, zonder daarbij de hele zettenreeks door te rekenen.
|   | Wit geeft mat in 5 |    |   |    |    |    |    |    |
| 8 | rd                 |    |   |    |    |    | kd |    |
| 7 |                    |    |   |    |    |    | pd | pd |
| 6 |                    | pd |   | ql |    |    |    |    |
| 5 |                    | qd |   |    | nl |    |    |    |
| 4 |                    |    |   | pd |    |    |    |    |
| 3 | pl                 |    |   |    |    |    |    |    |
| 2 |                    | pl |   |    |    | pl | pl |    |
| 1 |                    |    |   |    |    |    | kl |    |
|   | a                  | b  | c | d  | e  | f  | g  | h  |

Een ander voorbeeld is de combinatie in het diagram. Deze combinatie is zo verrassend, dat de meeste schakers in opleiding die hem nog nooit hebben gezien vele minuten naar de stelling kijken, zonder de oplossing te ontdekken. Dit geldt ook voor schakers die al enigszins in staat zijn varianten door te rekenen.

## Onderzoek van A.D. de Groot
De Nederlander A.D. de Groot verrichtte baanbrekend onderzoek naar het denken van de schaker. In 1946 publiceerde hij zijn proefschrift.
Hij liet bijvoorbeeld grootmeesters en 'gewone' mensen circa 5-6 seconden kijken naar een stelling. De grootmeesters konden daarna met 92% nauwkeurigheid de stelling reproduceren. De gewone mensen kwamen niet verder dan 50%.
Dit verschil was er echter alleen bij 'natuurlijke' stellingen, die zich in een gewone schaakpartij kunnen voordoen. Bij een volkomen willekeurige plaatsing van de stukken op het bord scoorden grootmeesters nauwelijks beter.
De term 'patroonherkenning' is in dit verband mogelijk wat misleidend. Het onderzoek laat immers niet zien dat de grootmeesters een patroon in de stelling hebben herkend, maar laat juist zien dat ze vrijwel de volledige stelling kunnen reproduceren. Met andere woorden: ze hebben de stelling herkend.
Dat het inderdaad om 'herkenning' gaat, blijkt ook uit het vervolgexperiment waarin de stukken op een willekeurige wijze op het bord geplaatst waren. Met dit soort stellingen hadden de grootmeesters geen ervaring en scoorden ze dus amper beter dan 'gewone' mensen.
Waarom grootmeesters de stelling herkennen, kan uit het experiment niet afgeleid worden. Maar het ligt natuurlijk voor de hand om te veronderstellen dat dit komt door hun uitgebreide schaakervaring en studie van schaakstellingen. En verder ligt het natuurlijk voor de hand om te veronderstellen dat je door die ervaring en studie beter weet, welke vervolgzet je wel en niet moet doen.
Dit onderzoek van De Groot laat dus in feite zien, dat ervaring bij grootmeesters kennelijk een belangrijke rol speelt. In een ander deel van zijn promotie-onderzoek laat De Groot zien dat grootmeesters niet echt meer zetten vooruit kijken of rekenen dan gewone spelers. Ook dat deel van het onderzoek steunt dus het idee dat het bij schaken vooral gaat om 'herkenning' en 'ervaring' en niet zo zeer om pure rekencapaciteit of 'intelligentie'.
Overigens mag in dit verband ook de term 'herkenning' niet al te letterlijk worden genomen. Dat een grootmeester de stelling in enkele seconden vrijwel volledig in zich heeft opgenomen, hoeft niet te betekenen dat hij die exacte stelling al eerder gezien heeft. Vergelijk het met gezichtsherkenning. Wanneer je iemand op straat herkent, zijn er ook altijd sommige details anders, maar desondanks herken je toch die persoon.
Ook sluit dit onderzoek niet uit dat een bepaald soort intelligentie toch een grote rol speelt bij schaken. Het kan immers goed zijn dat de ene speler na 100.000 partijen gemakkelijk stellingen 'herkent' terwijl de ander dat na 100.000 partijen nog maar amper doet.

## Patroonherkenning en schaakstrategie
In de inleiding van zijn boek Elementen van de schaakstrategie 1 (1995) schrijft Herman Grooten, na een korte beschrijving van het werk van De Groot en een ander experiment met een moeilijke stelling die aan spelers met van verschillende sterkte is voorgelegd, het volgende:

"Hoe komt hij [de grootmeester] zo snel tot de conclusie dat de drie hierboven genoemde stukken van belang zijn in deze stelling? Hoe selecteert hij zo snel wat hij moet spelen? Het antwoord is dat de grootmeester door zijn geoefende oog razendsnel patronen herkent. [...] Ook bij moeilijkere combinaties blijkt deze patroonherkenning het geheim van de smid te zijn. In veel leerboeken over het aanleren van tactische motieven wordt ingegaan op deze patroonherkenning. De grote vraag die we in dit boek centraal stellen luidt of er ook een soortgelijke patroonherkenning bestaat bij strategische kenmerken. Het antwoord is een volmondig ja."

De boeken van Grooten behandelen systematisch de bedoelde strategische kenmerken, die de lezer moeten helpen bij het ontwikkelen van zijn strategische schaakinzicht en patroonherkenning.